# Allsvenskan i handboll för herrar 1987/1988
Allsvenskan i handboll 1987/1988 vanns av Redbergslids IK, men HK Drott vann SM-slutspelet och blev svenska mästare. Lag 10-11 fick spela nerflyttningskval, medan lag 12 flyttades ner till Division II.

## Slutställning
| Nr | Lag                  | S  | V  | O | F  | GM  | IM  | MS   | P  |
| -- | -------------------- | -- | -- | - | -- | --- | --- | ---- | -- |
| 1  | Redbergslids IK (RM) | 22 | 17 | 1 | 4  | 532 | 449 | +83  | 35 |
| 2  | HK Drott             | 22 | 13 | 2 | 7  | 455 | 415 | +40  | 28 |
| 3  | Ystads IF            | 22 | 13 | 2 | 7  | 489 | 475 | +14  | 28 |
| 4  | HK Cliff             | 22 | 11 | 5 | 6  | 484 | 456 | +28  | 27 |
| 5  | IF Guif              | 22 | 11 | 2 | 9  | 466 | 451 | +15  | 24 |
| 6  | IK Sävehof (U)       | 22 | 11 | 1 | 10 | 450 | 477 | −27  | 23 |
| 7  | Lugi HF              | 22 | 10 | 2 | 10 | 462 | 455 | +7   | 22 |
| 8  | Katrineholms AIK (U) | 22 | 10 | 1 | 11 | 489 | 511 | −22  | 21 |
| 9  | GF Kroppskultur      | 22 | 8  | 2 | 12 | 474 | 473 | +1   | 18 |
| 10 | Västra Frölunda IF   | 22 | 6  | 4 | 12 | 486 | 452 | +34  | 16 |
| 11 | IFK Karlskrona       | 22 | 5  | 1 | 16 | 452 | 480 | −28  | 11 |
| 12 | HP Warta             | 22 | 4  | 3 | 15 | 428 | 533 | −105 | 11 |

## SM-slutspel

### Semifinaler
- ? 1988: Redbergslids IK-Ystads IF 26-20, 21-12 (Redbergslids IK vidare med 2-0 i matcher)
- ? 1988: HK Drott-HK Cliff 22-21, 22-14 (HK Drott vidare med 2-0 i matcher)

### Finaler
- ? 1988: HK Drott-Redbergslids IK 22-19, 25-24 (efter straffkast), 13-12 (HK Drott svenska mästare med 3-0 i matcher)

## Skytteligan
|   | Spelare        | Lag                | Antal mål |
| - | -------------- | ------------------ | --------- |
| 1 | Per Öberg      | Västra Frölunda IF | 142       |
| 2 | Björn Jilsén   | Redbergslids IK    | 130       |
| 3 | Peter Olofsson | GF Kroppskultur    | 129       |
| 4 | Ola Lindgren   | HK Drott           | 123       |
| 5 | Jan Andersson  | Katrineholms AIK   | 120       |

- Källa: [1]